# باب نهج الباي

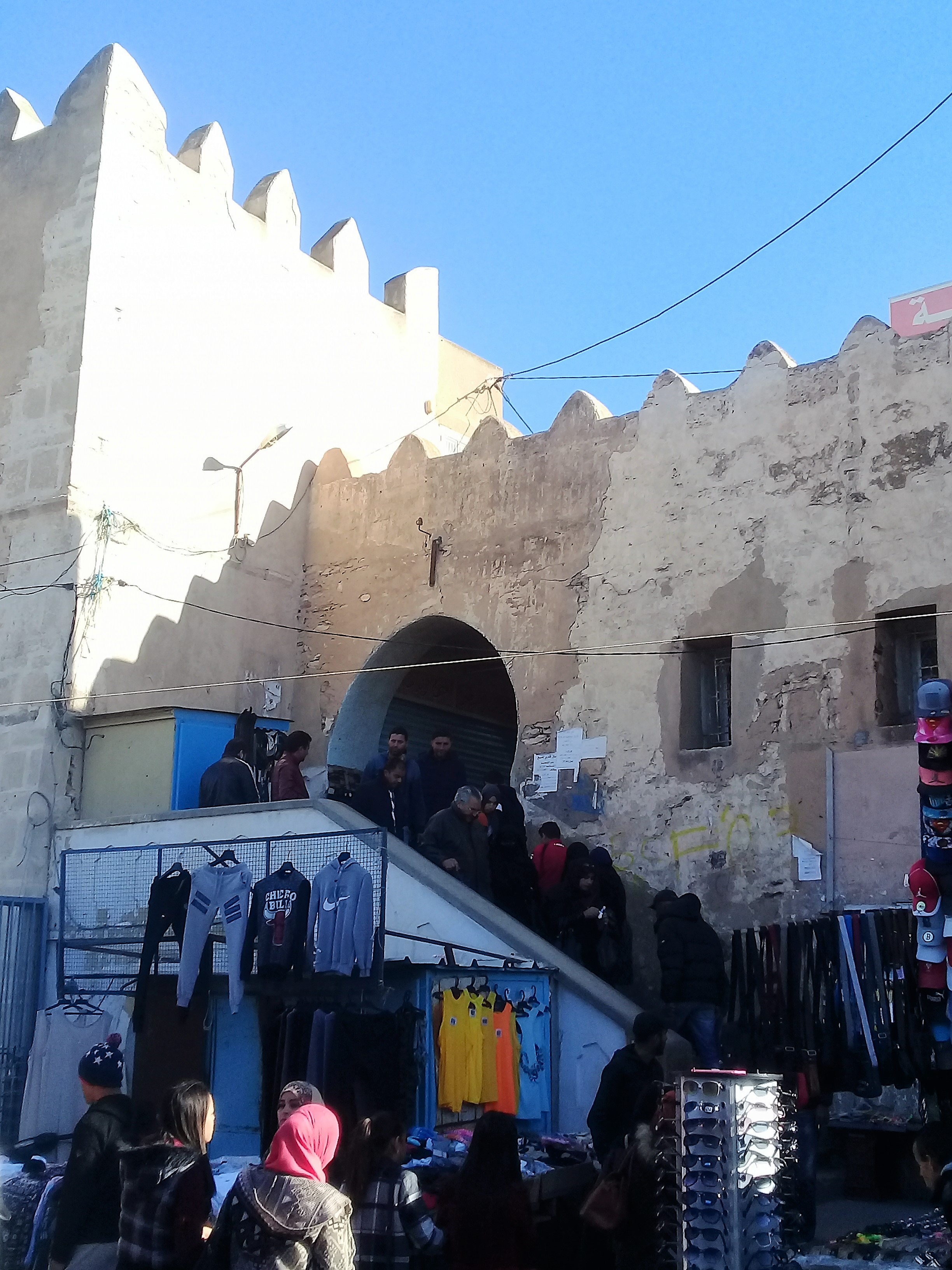
باب نهج الباي

باب نهج الباي، أو كما يعرف بدروج الديماسي (نسبة للدرج الذي يقابله)، هو أحد أبواب المدينة العتيقة بصفاقس.
يقع بأخر السور الشمالي شرقا، ويربط بين نهج الباي (نهج المنجي سليم حاليا) و الأسواق الموجودة خارج باب الجبلي.
و هو أحد الأبواب الّتي وقع تشييدها في القرن العشرين لتخفيف الازدحام و تسهيل اتّصال المدينة العتيقة بما هو خارجها.